# Adolfo Wolff
Adolfo Luigi Wolff (Augusta, ... – post 1871) è stato un patriota, militare e agente segreto italiano di origine tedesca, al servizio di Napoleone III di Francia.

## Biografia
Adolfo Luigi Wolff (o Wolf), nacque a Augusta, in Baviera, in un anno imprecisato, figlio di Luigi Alessandro Wolff e Apollonia von Megenauer. Di origini israelite, fu un valoroso combattente in Francia come tenente nella Legione straniera francese durante la campagna di conquista dell'Algeria, nel corso della prima guerra carlista di Spagna e in Italia durante le guerre del Risorgimento.
Militò sotto diverse bandiere: prima del 1849 entrò nei ranghi dell'esercito pontificio, poi combatté con la legione anglo-italiana nel 1856 nella guerra di Crimea.
Adolfo Wolff fu un confidente e stretto collaboratore di Giuseppe Mazzini tra il 1860 e il 1870. Organizzatore dell'Associazione degli operai italiani di Londra (Workingmen's Club) e membro del Consiglio Generale dell'Associazione Internazionale dei Lavoratori dal 1864 al 1865. Il 28 settembre 1864 a Londra, inviato da Mazzini, rappresentò l'Italia al Consiglio dell'A.I.L. attaccando pesantemente la politica di Karl Marx, vista la sua assenza.
Partecipò alla campagna nell'Italia meridionale del 1860 e il 1º ottobre, come colonnello comandante di un battaglione del Reggimento Cacciatori Esteri della Brigata di Ferdinando Eber composta da disertori tedeschi e svizzeri dell'esercito borbonico, fu alla battaglia del Volturno.
Il 28-29 marzo 1861 prese parte al viaggio a Caprera organizzato dallo scrittore Franco Mistrali allo scopo di invitare Giuseppe Garibaldi a riprendere la lotta per l'Unità d'Italia. Fra i trenta partecipanti vi erano Carlo Comaschi, Luigi Cingia, Antonio Frigerio, Faustino Tanara e Cesare Bernieri. Sempre in prima linea nei moti insurrezionali, nel novembre del 1864 seguì Ergisto Bezzi nella fallita spedizione in Trentino che si concluse con l'arresto dei centocinquanta volontari sul monte Maniva il 16 novembre da parte dei carabinieri. Ergisto Bezzi posteriormente attribuì al tradimento del Wolff il fallimento del piano. Per questa azione Wolff nel 1865 fu incarcerato nel forte di Alessandria. L'anno seguente, nel 1866, allo scoppio della terza guerra di indipendenza si arruolò nel Corpo Volontari Italiani di Garibaldi comandando la compagnia dei disertori svizzeri e bavaresi dell'esercito borbonico.

Di lui scrisse il garibaldino Giulio Adamoli nel suo Da San Martino a Mentana: 
Capitano presso il Quartier Generale di Garibaldi nella terza guerra di indipendenza, Wolff prese parte alla battaglia di Ponte Caffaro del 25 giugno e fu impiegato dal colonnello Clemente Corte durante la battaglia di Monte Suello del 3 luglio per un contrattacco contro gli austriaci che avanzavano da Ponte Caffaro. Per tale azione il colonnello Clemente Corte ne fece menzione di merito e di lode a Garibaldi e a fine guerra fu decorato della medaglia d'argento al valor militare.
Il 20 marzo 1871 scriveva a Menotti Garibaldi illustrandogli la situazione politica a Parigi, ma poi quando, nello stesso periodo, furono rinvenute tra le carte degli archivi segreti della polizia imperiale a Parigi le prove della sua attività di spia al servizio di Napoleone III di Francia, Wolff, smascherato, scomparve e di lui non si seppe più nulla. A posteriori fu pure attribuita al Wolff, senza nessun fondamento di verità, la mancata insurrezione dei moti mazziniani del Cadore del 1864.